# なすなかにしのゲームキングダム
『なすなかにしのゲームキングダム』はBS11で放送されているバラエティ番組。

## 概要
BS11では『どっぷりアプリ』→『アプリ学院!』に続く松竹芸能枠（当時、同事務所に所属していたTKOの木本武宏がMC）で、なすなかにしの2人と#KTちゃんがゲストを迎えてコンシューマーゲーム・ゲームアプリ・ボードゲームなど様々なゲームをする番組である。
放送終了後に、1週間限定で「BS11+」「TVer」での見逃し配信が実施されている。
2024年3月26日の放送にて、同年4月5日から放送時間が、毎週火曜日23時から金曜日18時に変更となり、同時に第1回の放送から出演していた幹葉（スピラ・スピカ）が番組から卒業となることが発表された。2025年4月11日から、放送時間が18時から18時30分に変更。
なお放送は4週に分けて構成されており、放送曜日が5週まである月の場合は第1週目の放送曜日は単発編成となる（放送曜日が4週までの月の場合は第1週目から放送）。

## 出演者
- なすなかにし（中西茂樹・那須晃行） - 番組MC
- #KTちゃん - アシスタント（第77回 - ）
- 伊達さゆり - ナレーション

### 過去
- 幹葉（スピラ・スピカ） - アシスタント（第1回 - 第76回）

## 放送リスト
| 回数    | 放送日          | タイトル                                                      | ゲーム | ゲスト                                                                               |
| ------- | --------------- | ------------------------------------------------------------- | --- | ------------------------------------------------------------------------------------ |
| 第1回   | 2022年 09月06日 | 秋の夜長に大盛り上がり!4人で桃鉄SP〜前編〜                    | 桃太郎電鉄 〜昭和 平成 令和も定番!〜                                                                                                  | 和田雅成、オジンオズボーン                                                           |
| 第2回   | 09月13日        | 秋の夜長に大盛り上がり!4人で桃鉄SP〜後編〜                    | 桃太郎電鉄 〜昭和 平成 令和も定番!〜                                                                                                  | 和田雅成、オジンオズボーン                                                           |
| 第3回   | 09月20日        | 秋の夜長に大盛り上がり!4人で桃鉄SP〜延長戦〜                  | 桃太郎電鉄 〜昭和 平成 令和も定番!〜                                                                                                  | 和田雅成、オジンオズボーン                                                           |
| 第4回   | 09月27日        | 一同大興奮!ぷよテト2を4人対戦SP                               | ぷよぷよテトリス2 | 和田雅成、オジンオズボーン                                                           |
| 第5回   | 10月04日        | スポーツの秋到来!ゲーム大運動会開催SP                         | マリオ&ソニック AT 東京2020オリンピック                                                                                               | 安里勇哉、ルイとKT                                                                   |
| 第6回   | 10月11日        | 話題沸騰『リトル ノア 楽園の後継者』を徹底攻略                | リトル ノア 楽園の後継者 ユーテル | 安里勇哉、ルイとKT                                                                   |
| 第7回   | 10月18日        | 人間関係に亀裂!?大波乱の『Moving Out』                        | Moving Out | 安里勇哉、ルイとKT                                                                   |
| 第8回   | 10月25日        | レトロゲームに若者大苦戦!?オジサン大活躍SP                    | ボンバーマン ツインビー | 安里勇哉、ルイとKT                                                                   |
| 第9回   | 11月08日        | 第1回スマブラキング決定戦で和田さん大活躍SP                   | 大乱闘スマッシュブラザーズ SPECIAL メダロットS                                                                                        | 和田雅成、ファンタスティック☆パイセン                                                |
| 第10回  | 11月15日        | 『太鼓の達人』で和田&幹葉が怪プレー!?SP                       | 太鼓の達人 メダロットS | 和田雅成、ファンタスティック☆パイセン                                                |
| 第11回  | 11月22日        | みんなで協力 『The Mind』で奇跡の展開SP                       | The Mind サッカー メダロットS | 和田雅成、ファンタスティック☆パイセン                                                |
| 第12回  | 11月29日        | メダロットS祭りいよいよ完結!バトルの行方は?                   | PICO PARK メダロットS | 和田雅成、ファンタスティック☆パイセン                                                |
| 第13回  | 12月06日        | タスキをつなげ!『Fall Guys』チャレンジ                        | Fall Guys アイスクライマー | お見送り芸人しんいち、雨宮由乙花                                                     |
| 第14回  | 12月13日        | オンライン漢字クイズで中西さん絶好調SP                        | こねこばくはつ 早押し!漢字スタジアム                                                                                                  | お見送り芸人しんいち、雨宮由乙花                                                     |
| 第15回  | 12月20日        | 年末だよ!マリオパーティで盛り上がろう!SP                      | マリオパーティ スーパースターズ | お見送り芸人しんいち、雨宮由乙花                                                     |
| 第16回  | 12月27日        | 2022年はマリオパーティで締めくくり?SP                         | マリオパーティ スーパースターズ | お見送り芸人しんいち、雨宮由乙花                                                     |
| 第17回  | 2023年 01月10日 | 新春!『1-2-Switch』対決SP 前半戦                              | 1-2-Switch | angela、タイムマシーン3号                                                            |
| 第18回  | 01月17日        | 新春!『1-2-Switch』対決SP 後半戦                              | 1-2-Switch | angela、タイムマシーン3号                                                            |
| 第19回  | 01月24日        | 『マリオブラザーズ』でKATSUさんにおこった悲劇                 | エセ芸術家ニューヨークへ行く マリオブラザーズ                                                                                         | angela、タイムマシーン3号                                                            |
| 第20回  | 02月01日        | なすなかとゆかいな仲間たちがドタバタキッチン劇                | オーバークック2 | angela、タイムマシーン3号                                                            |
| 第21回  | 02月07日        | 『モルカーパーティー!』でミニゲームに挑戦!                    | PUI PUI モルカー Let's!モルカーパーティー!                                                                                            | きしたかの、雨宮由乙花                                                               |
| 第22回  | 02月14日        | 大激戦!『ブーメランヒュー』対決                               | キャット&チョコレート ブーメランヒュー                                                                                                | きしたかの、雨宮由乙花                                                               |
| 第23回  | 02月21日        | スペランカーをやったら友情が芽生えたよSP                      | みんなでワイワイ! スペランカー | きしたかの、雨宮由乙花                                                               |
| 第24回  | 02月28日        | 激闘!『マリオカート8 デラックス』対決!                        | マリオカート8 デラックス バルーンファイト                                                                                             | きしたかの、雨宮由乙花                                                               |
| 第25回  | 03月07日        | 和田雅成&伊達さゆり登場!釣りスピに大興奮SP                    | 釣りスピリッツ 釣って遊べる水族館 Runbow                                                                                              | 和田雅成、伊達さゆり                                                                 |
| 第26回  | 03月14日        | 伊達さゆり名言炸裂!"ネコ将軍"とは一体!?                       | 千両アクター | 和田雅成、伊達さゆり                                                                 |
| 第27回  | 03月21日        | レトロゲームシリーズに新ヒーロー登場!?SP                      | Fit Boxing 北斗の拳〜お前はもう痩せている〜 プロレス                                                                                  | 和田雅成、伊達さゆり                                                                 |
| 第28回  | 03月28日        | なすなか&幹葉&和田&伊達 激闘ワリオバトル                      | おすそわける メイド イン ワリオ | 和田雅成、伊達さゆり                                                                 |
| 第29回  | 04月04日        | 三拍子&来栖りん登場!パワプロで激闘SP                          | eBASEBALLパワフルプロ野球2022 | 三拍子、来栖りん                                                                     |
| 第30回  | 04月11日        | オバケVS人間 激アツのケイドロバトルSP                         | カービィのグルメフェス オバケイドロ                                                                                                   | 三拍子、来栖りん                                                                     |
| 第31回  | 04月18日        | 『蹴落とし!トレジャーハンター!』で熱いバトル                  | 蹴落とし!トレジャーハンター! | 三拍子、来栖りん                                                                     |
| 第32回  | 04月25日        | 新感覚ゲーム『ゴモジン』で言葉バトル開催!                     | ゴモジン VS.エキサイトバイク | 三拍子、来栖りん                                                                     |
| 第33回  | 05月09日        | 番組初のロケ企画!中西さんの自腹プレゼントも                   | 太鼓の達人 機動戦士ガンダム エクストリームバーサス2 クロスブースト クレーンゲーム 「キンケシ」ガチャ                                  |                                                                                      |
| 第34回  | 05月16日        | 『ヒューマン フォール フラット』中西&幹葉初挑戦!              | ヒューマン フォール フラット | 石田ニコル、古川未鈴                                                                 |
| 第35回  | 05月23日        | 『スーパーマリオ 3Dワールド』で大冒険SP①                      | スーパーマリオ 3Dワールド+フューリーワールド                                                                                          | 石田ニコル、古川未鈴                                                                 |
| 第36回  | 05月30日        | 『スーパーマリオ 3Dワールド』で大冒険SP②                      | スーパーマリオ 3Dワールド+フューリーワールド                                                                                          | 石田ニコル、古川未鈴                                                                 |
| 第37回  | 06月06日        | 和田雅成&AKB48岡部麟とミニゲーム対決                          | Party Party Time | 和田雅成、岡部麟（AKB48）                                                            |
| 第38回  | 06月13日        | 和田雅成&なすなか AKB岡部にプロポーズ!?                       | Stikbold! ドッジボールアドベンチャー!DELUXE                                                                                           | 和田雅成、岡部麟（AKB48）                                                            |
| 第39回  | 06月20日        | 先月に続き『スーパーマリオ 3Dワールド』に挑戦!①               | スーパーマリオ 3Dワールド+フューリーワールド                                                                                          | 和田雅成、岡部麟（AKB48）                                                            |
| 第40回  | 06月27日        | 先月に続き『スーパーマリオ 3Dワールド』に挑戦!② いよいよ完結! | スーパーマリオ 3Dワールド+フューリーワールド 50音シャウトゲーム                                                                       | 和田雅成、岡部麟（AKB48）                                                            |
| 第41回  | 07月04日        | クロちゃんが初登場!番組がカオスな雰囲気に!                    | Nintendo Switch Sports 早押し!漢字スタジアム                                                                                          | クロちゃん、和田雅成、鍛治島彩                                                       |
| 第42回  | 07月11日        | ストII対決で大盛り上がり!可愛いワンコの育成も                 | ストリートファイター 30th アニバーサリーコレクション インターナショナル\|LITTLE FRIENDS 〜PUPPY ISLAND〜                              | クロちゃん、和田雅成、鍛治島彩                                                       |
| 第43回  | 07月18日        | 激闘の結末は!?消しゴム落とし対決                              | ボクらの消しゴム落とし3 世界編 PICO PARK                                                                                              | クロちゃん、和田雅成、鍛治島彩                                                       |
| 第44回  | 07月25日        | 『PICO PARK』後編 感動のフィナーレとは!?                      | PICO PARK | クロちゃん、和田雅成、鍛治島彩                                                       |
| 第45回  | 08月01日        | 1年ぶりのプレイ!桃太郎電鉄（前編）                            | 桃太郎電鉄 〜昭和 平成 令和も定番!〜                                                                                                  | お見送り芸人しんいち、星名美怜                                                       |
| 第46回  | 08月08日        | 1年ぶりのプレイ!桃太郎電鉄（後編）                            | 桃太郎電鉄 〜昭和 平成 令和も定番!〜                                                                                                  | お見送り芸人しんいち、星名美怜                                                       |
| 第47回  | 08月15日        | 桃太郎電鉄 延長戦!果たして優勝者は!?                          | 桃太郎電鉄 〜昭和 平成 令和も定番!〜 アーケードアーカイブス アーバンチャンピオン                                                      | お見送り芸人しんいち、星名美怜                                                       |
| 第48回  | 08月22日        | 那須さん覚醒!? 踊る体感型ゲームとは?                          | やわらかあたま塾 いっしょにあたまのストレッチ ラッセーラ ゲーム NEBUTA BEAT                                                           | お見送り芸人しんいち、星名美怜                                                       |
| 第49回  | 09月05日        | 祝 放送1周年!今年は息を合わせて強い絆を!                      | いっしょにチョキッと スニッパーズプラス                                                                                               | アイデンティティ、#KTちゃん                                                          |
| 第50回  | 09月12日        | レトロゲーム戦士が再び登場!『マッピー』に挑戦!                | ミリオンヒットメーカー マッピー | アイデンティティ、#KTちゃん                                                          |
| 第51回  | 09月19日        | 『エブリバディ 1-2-Switch!』対決!                             | エブリバディ 1-2-Switch! | アイデンティティ、#KTちゃん                                                          |
| 第52回  | 09月26日        | 名作『塊魂』にチャレンジ!すると驚きの結末が!                  | みんなでぽんこつペイント みんな大好き塊魂アンコール+王様プチメモリー                                                                  | アイデンティティ、#KTちゃん                                                          |
| 第53回  | 10月03日        | クロ・きしたか・べりん登場でスタジオ大騒ぎSP                  | マリオゴルフ スーパーラッシュ レイマン レジェンド for Nintendo Switch                                                                 | クロちゃん、きしたかの、岡部麟（AKB48）                                              |
| 第54回  | 10月10日        | 『ファイナルファイト』でクロちゃんが無双してます!             | サンバDEアミーゴ：パーティーセントラル カプコン ベルトアクション コレクション                                                         | クロちゃん、きしたかの、岡部麟（AKB48）                                              |
| 第55回  | 10月17日        | 第2回パーティーキング決定戦! 栄光は誰の手に!?                 | Party Party Time コードネーム | クロちゃん、きしたかの、岡部麟（AKB48）                                              |
| 第56回  | 10月24日        | 謎解きパズルゲーム 『ロロロロ』に挑戦!                        | ロロロロ | きしたかの、岡部麟（AKB48）                                                          |
| 第57回  | 11月07日        | 今月は休みがちレギュラー和田雅成が代理MCに!                   | スーパーボンバーマン R2 | 代理MC：和田雅成 クロちゃん、渡邉美穂                                                |
| 第58回  | 11月14日        | 消しゴム落とし対決再び!激戦の結末は!?                         | SKULL ボクらの消しゴム落とし3 | 代理MC：和田雅成 クロちゃん、渡邉美穂                                                |
| 第59回  | 11月21日        | 星のカービィ最新作で大冒険!                                   | 星のカービィ Wii デラックス | 代理MC：和田雅成 クロちゃん、渡邉美穂                                                |
| 第60回  | 11月28日        | べみほオススメの『Fall Guys』で大冒険                         | Fall Guys | 代理MC：和田雅成 クロちゃん、渡邉美穂                                                |
| 第61回  | 12月05日        | 新登場のメンバーたちと話題の『スイカゲーム』に挑戦            | スイカゲーム HOP! STEP! DANCE! | 長妻怜央（7ORDER）、花宮ハナ（ARCANA PROJECT）、相田詩音（ARCANA PROJECT）           |
| 第62回  | 12月12日        | 瞬発力&判断力を競うゲームで新たなヒーロー誕生                 | リングフィットアドベンチャー ハリガリ                                                                                                 | 長妻怜央（7ORDER）、花宮ハナ（ARCANA PROJECT）、相田詩音（ARCANA PROJECT）           |
| 第63回  | 12月19日        | ダンスレッスンの成果は!? 大発表会SP                           | クリスマスで区切りますゲーム あわてんぼうのサンタクロース HOP! STEP! DANCE!                                                           | 長妻怜央（7ORDER）、花宮ハナ（ARCANA PROJECT）、相田詩音（ARCANA PROJECT）           |
| 第64回  | 12月26日        | 年内ラストはスーパーマリオで大冒険!                           | スーパーマリオブラザーズ ワンダー GRANBLUE FANTASY VERSUS RISING                                                                      | 長妻怜央（7ORDER）、花宮ハナ（ARCANA PROJECT）、相田詩音（ARCANA PROJECT）           |
| 第65回  | 01月09日        | ゲーム始めはクロちゃん・高野洸・金子みゆと共に                | おどる メイド イン ワリオ リトルナイトメア2                                                                                           | 代理MC：クロちゃん（安田大サーカス） 高野洸、金子みゆ                                |
| 第66回  | 01月16日        | 出演者全員でトンデモ記念撮影大会開幕!                         | Heave Ho（ヒーブホー） フォト・パーティ                                                                                               | 代理MC：クロちゃん（安田大サーカス） 高野洸、金子みゆ                                |
| 第67回  | 01月23日        | 代理MC伊達さゆり登場!高野洸のスゴ技プレイ!                    | Trombone Champ 太鼓の達人 ドンダフルフェスティバル                                                                                    | 代理MC：伊達さゆり 高野洸、金子みゆ                                                  |
| 第68回  | 01月30日        | 絶対に負けられない出演者たちによる3秒間の戦い                 | ソニックスーパースターズ 3秒トライ!                                                                                                   | 代理MC：伊達さゆり 高野洸、金子みゆ                                                  |
| 第69回  | 02月06日        | 手越祐也&西村歩乃果登場!桃鉄ワールド対決!                     | 桃太郎電鉄ワールド 〜地球は希望でまわってる!〜                                                                                        | 代理MC：クロちゃん 手越祐也、西村歩乃果                                              |
| 第70回  | 02月13日        | 遂に完結!?桃鉄ワールド後半戦 手越を襲った悲劇                 | 桃太郎電鉄ワールド 〜地球は希望でまわってる!〜                                                                                        | 代理MC：クロちゃん 手越祐也、西村歩乃果                                              |
| 第71回  | 02月20日        | 手越爆笑!想像力で楽しむカルタ対決!                            | ストリートファイター6 | 代理MC：クロちゃん 手越祐也、西村歩乃果                                              |
| 第72回  | 02月27日        | 今度こそは!Fall Guys クリアなるか!?                           | Fall Guys シークレットランキング ブラックピンク                                                                                       | 代理MC：クロちゃん 手越祐也、西村歩乃果                                              |
| 第73回  | 03月05日        | Fit Boxingシリーズの最新作で大冒険!                           | Nintendo Switch Sports Fit Boxing feat. 初音ミク -ミクといっしょにエクササイズ-                                                       | 代理MC：和田雅成 クロちゃん（安田大サーカス）、小栗有以（AKB48）、長妻怜央（7ORDER） |
| 第74回  | 03月12日        | ティルトパック王は誰だ!?激アツ対決開催!                       | ティルトパック：グルグル大祭り シネマスター                                                                                           | 代理MC：和田雅成 クロちゃん（安田大サーカス）、小栗有以（AKB48）、長妻怜央（7ORDER） |
| 第75回  | 03月19日        | 『スーパーマリオブラザーズ ワンダー』で大波乱                 | スーパーマリオブラザーズ ワンダー ボブジテン                                                                                          | 代理MC：長妻怜央（7ORDER） クロちゃん（安田大サーカス）、小栗有以（AKB48）           |
| 第76回  | 03月26日        | 今夜の放送で番組から重大発表が!                               | すみっコぐらし みんなでリズムパーティ 紙がない!                                                                                       | 代理MC：長妻怜央（7ORDER） クロちゃん（安田大サーカス）、小栗有以（AKB48）           |
| 第77回  | 04月05日        | 新装開店!マリオだ!ドンキだ!新メンバーだ!                      | マリオvs.ドンキーコング | 代理MC：クロちゃん（安田大サーカス） 吉田仁人（M!LK）、金子みゆ                      |
| 第78回  | 04月12日        | 『龍が如く8』で"スーパークレイジー"を叫ぶ夜                   | 龍が如く8 8番出口 | 代理MC：クロちゃん（安田大サーカス） 吉田仁人（M!LK）、金子みゆ                      |
| 第79回  | 04月19日        | 『スイカゲーム』でトーナメントバトル開催!                     | スイカゲーム 絵くそ・シストψ | 代理MC：クロちゃん（安田大サーカス） 吉田仁人（M!LK）、金子みゆ                      |
| 第80回  | 04月26日        | GW直前!友達みんなで楽しむゲーム特集!                          | ちっぴーとのっぽー なかよしコンビのわくわく工場 アクションスケール：一から獣まで                                                      | 代理MC：クロちゃん（安田大サーカス） 吉田仁人（M!LK）、金子みゆ                      |
| 第81回  | 05月10日        | 新たな仲間と『ヒューマン フォール フラット』!                 | ヒューマン フォール フラット | 代理MC：クロちゃん（安田大サーカス） 天羽希純（#2i2）、石橋陽彩                      |
| 第82回  | 05月17日        | 進むも戻るもドキドキのゲームを大特集!                         | ミスタードリラーアンコール 新幹線0号                                                                                                  | 代理MC：クロちゃん（安田大サーカス） 天羽希純（#2i2）、石橋陽彩                      |
| 第83回  | 05月24日        | 今年超話題のゲーム プリンセスピーチで大冒険                   | プリンセスピーチ Showtime! | 代理MC：クロちゃん（安田大サーカス） 天羽希純（#2i2）、石橋陽彩                      |
| 第84回  | 05月31日        | 思わず声が出ちゃうゲームをみんなでやってみよう                | Fling to the Finish ヨギ | 代理MC：クロちゃん（安田大サーカス） 天羽希純（#2i2）、石橋陽彩                      |
| 第85回  | 06月07日        | 祝!那須さん復帰!「鬼滅の刃」で大冒険SP                        | 鬼滅の刃 目指せ!最強隊士! | 手越祐也、井本彩花                                                                   |
| 第86回  | 06月14日        | 『Super Bunny Man』挑戦で波乱の展開                           | Super Bunny Man アドリブ総選挙 | 手越祐也、井本彩花                                                                   |
| 第87回  | 6月21日         | 4度目の正直！『Fall Guys』に挑戦！                            | Fall Guys | 手越祐也、井本彩花                                                                   |
| 第88回  | 6月28日         | お馴染み『PICO PARK』に挑戦！ポンコツ発見？                   | ARMS PICO PARK | 手越祐也、井本彩花                                                                   |
| 第89回  | 7月5日          | かわいい鳩を操る音楽ゲームに一同大苦戦！                      | Headbangers: Rhythm Royale（ヘッドバンガーズ：リズムロイヤル） サイコロプロジェクト ネコノヤキュウ                                    | 歌広場淳（ゴールデンボンバー）、小栗有以（AKB48）                                    |
| 第90回  | 7月12日         | ワンちゃんの名付け親が今夜決定SP！                            | ラビッツ：パーティー・オブ・レジェンド                                                                                                | 歌広場淳（ゴールデンボンバー）、小栗有以（AKB48）                                    |
| 第91回  | 7月19日         | みんなで一致団結してゲームをクリアせよ！SP                    | ピンチ50連発!! 謎検スマート対策 | 歌広場淳（ゴールデンボンバー）、小栗有以（AKB48）                                    |
| 第92回  | 7月26日         | ゲストの得意そうな？ゲームに挑戦してみました                  | ストリートファイター30th アニバーサリーコレクション インターナショナル ポージングメモリーゲーム-ポーズコード-                         | 歌広場淳（ゴールデンボンバー）、小栗有以（AKB48）                                    |
| 第93回  | 8月2日          | 真夏の夕方に怖いゲームで納涼スペシャル！                      | 8番のりば | 和田雅成、亜咲花                                                                     |
| 第94回  | 8月9日          | 真夏の激闘 アニマルゲームで大盛り上がりSP！                   | スーパーモンキーボールバナナランブル Nyaaaanvy (ニャンビー)                                                                           | 和田雅成、亜咲花                                                                     |
| 第95回  | 8月16日         | 今回は30分まるまるボードゲームSP！                            | ito リフトイット！パーティ | 和田雅成、亜咲花                                                                     |
| 第96回  | 8月23日         | 本日発売の話題作を大冒険SP                                    | ウマ娘 プリティーダービー 熱血ハチャメチャ大感謝祭！                                                                                  | 和田雅成、亜咲花                                                                     |
| 第97回  | 9月6日          | 祝！番組開始2周年！激闘桃鉄SP①                                | 桃太郎電鉄ワールド ～地球は希望でまわってる！～                                                                                       | 手越祐也、和田雅成                                                                   |
| 第98回  | 9月13日         | 祝！番組開始2周年！激闘桃鉄SP②                                | 桃太郎電鉄ワールド ～地球は希望でまわってる！～                                                                                       | 手越祐也、和田雅成                                                                   |
| 第99回  | 9月20日         | 祝！中西茂樹47歳誕生日目前おめでとうSP                        | ピンチ50連発!! 『ユーテル』特別版（番組独自制作）                                                                                     | 手越祐也、和田雅成                                                                   |
| 第100回 | 9月27日         | 祝！放送開始100回記念！記録を残そうSP                         | Nintendo World Championships ファミコン世界大会                                                                                       | 手越祐也、和田雅成                                                                   |
| 第101回 | 10月4日         | カイ・井本登場一番のチキンは誰だ!?度胸試しSP                  | 鳥魂2 ～みんなでチキン度診断 | カイ（超特急）、井本彩花                                                             |
| 第102回 | 10月11日        | 『PICO PARK2』で大冒険！新たな伝説が!?                        | PICO PARK2 | カイ（超特急）、井本彩花                                                             |
| 第103回 | 10月18日        | 全員で協力！『どうぶつタワーバトル』で大波乱!?                | どうぶつタワーバトル エモラン | カイ（超特急）、井本彩花                                                             |
| 第104回 | 10月25日        | 『超おどる メイド イン ワリオ』で大冒険！                     | 超おどる メイド イン ワリオ | カイ（超特急）、井本彩花                                                             |
| 第105回 | 11月8日         | 安斉かれん初登場！ギャルとおじさんの熱き戦い！                | Toasterball #ギャル短歌七七 | クロちゃん（安田大サーカス）、安斉かれん                                             |
| 第106回 | 11月15日        | 一風変わった"モノマネバトル"で番組大混乱!?                    | 声マネキング 薔薇と椿 〜お豪華絢爛版〜                                                                                                | クロちゃん（安田大サーカス）、安斉かれん                                             |
| 第107回 | 11月22日        | 『ゼルダの伝説』最新作をみんなでプレイ①                       | ゼルダの伝説 知恵のかりもの | クロちゃん（安田大サーカス）、安斉かれん                                             |
| 第108回 | 11月29日        | 『ゼルダの伝説』最新作をみんなでプレイ②                       | ゼルダの伝説 知恵のかりもの | クロちゃん（安田大サーカス）、安斉かれん                                             |
| 第109回 | 12月6日         | SKE熊崎が番組初登場！ソニックの新作に挑戦！                   | ソニック × シャドウ ジェネレーションズ ナンジャモンジャ                                                                               | 長妻怜央（7ORDER）、熊崎晴香（SKE48）                                                |
| 第110回 | 12月13日        | パワプロ ホームラン王決定戦！勝負の行方は!?                   | パワフルプロ野球2024-2025 | 長妻怜央（7ORDER）、熊崎晴香（SKE48）                                                |
| 第111回 | 12月20日        | 激闘！『スーパー マリオパーティ ジャンボリー』①               | スーパー マリオパーティ ジャンボリー                                                                                                  | 長妻怜央（7ORDER）、熊崎晴香（SKE48）                                                |
| 第112回 | 12月27日        | 激闘！『スーパー マリオパーティ ジャンボリー』②               | スーパー マリオパーティ ジャンボリー                                                                                                  | 長妻怜央（7ORDER）、熊崎晴香（SKE48）                                                |
| 第113回 | 1月10日         | 和田雅成＆福留光帆と新春桃鉄SP①                               | 桃太郎電鉄ワールド ～地球は希望でまわってる！～                                                                                       | 和田雅成、福留光帆                                                                   |
| 第114回 | 1月17日         | 和田雅成＆福留光帆と新春桃鉄SP②                               | 桃太郎電鉄ワールド ～地球は希望でまわってる！～                                                                                       | 和田雅成、福留光帆                                                                   |
| 第115回 | 1月24日         | 和田雅成＆福留光帆とトーク番組に挑戦SP                        | Nintendo Switch Sports ぼくのフリップじゃありません！                                                                                 | 和田雅成、福留光帆                                                                   |
| 第116回 | 1月31日         | 和田雅成＆福留光帆と激アツぷよテト対決！                      | ぷよぷよ™テトリス®2 おうちでゴルフ練習 パターうまくな～る！                                                                           | 和田雅成、福留光帆                                                                   |
| 第117回 | 2月7日          | Fit Boxing 3 みんなでエクササイズ                             | ケツバトラー Fit Boxing 3 -Your パーソナルトレーナー-                                                                                 | 金子みゆ、ニキ（女子研究大学）                                                       |
| 第118回 | 2月14日         | 何度やっても面白い！『PICO PARK 2』                           | PICO PARK 2 | 金子みゆ、ニキ（女子研究大学）                                                       |
| 第119回 | 2月21日         | 寿司を愛しすぎた男のゲームで大冒険！                          | そろそろ寿司を食べないと死ぬぜ！ユニバース クラッシュアイスゲーム                                                                     | 金子みゆ、ニキ（女子研究大学）                                                       |
| 第120回 | 2月28日         | 笑ってはいけない!?ゲームで大波乱！                            | 世界のアソビ大全51 笑ってはいけない音読 仕返し編                                                                                      | 金子みゆ、ニキ（女子研究大学）                                                       |
| 第121回 | 3月7日          | 手越＆クロちゃんが久々登場で爆弾処理ミッション                | Pikuniku（ピクニック） 完全爆弾解除マニュアル：Keep Talking and Nobody Explodes                                                       | 手越祐也、クロちゃん（安田大サーカス）                                               |
| 第122回 | 3月14日         | AIが作ったゲームに挑戦！カミゲー？クソゲー？                  | スーパー野田ゲーMAKER | 手越祐也、クロちゃん（安田大サーカス）                                               |
| 第123回 | 3月21日         | ドンキーコングシリーズ最新作で大冒険！                        | ドンキーコング リターンズ HD | 越祐也、クロちゃん（安田大サーカス）                                                 |
| 第124回 | 3月28日         | 大人気サンリオキャラクターでおにごっこ対決！                  | サンリオキャラクターズ ミラクルマッチ マジカルおにごっこ 恐れ入りますが、こちらの一言で危機を回避させていただいてよろしいでしょうか？ | 手越祐也、クロちゃん（安田大サーカス）                                               |
| 第125回 | 4月4日          | マシンガンズ＆山田せいあ と龍が如く8に挑戦！                  | 龍が如く8外伝 Pirates in Hawaii ツッコミかるた                                                                                        | マシンガンズ（滝沢秀一、西堀亮）、山田せいあ（スーパーベイビーズ）                   |
| 第126回 | 4月11日         | 放送時間変更記念！ゴミ回収ゲームで大冒険！                    | PixelJunk™ Scrappers Deluxe インサイダーゲーム                                                                                        | マシンガンズ（滝沢秀一、西堀亮）、山田せいあ（スーパーベイビーズ）                   |
| 第127回 | 4月18日         | スーパー マリオパーティ ジャンボリー（前編）                  | スーパー マリオパーティ ジャンボリー                                                                                                  | マシンガンズ（滝沢秀一、西堀亮）、山田せいあ（スーパーベイビーズ）                   |
| 第128回 | 4月25日         | スーパー マリオパーティ ジャンボリー（後編）                  | スーパー マリオパーティ ジャンボリー                                                                                                  | マシンガンズ（滝沢秀一、西堀亮）、山田せいあ（スーパーベイビーズ）                   |
| 第129   | 5月2日          | 福留光帆＆高野洸登場！連帯責任の恐怖とは？                    | Level Devil もじあてゲーム あいうえバトル                                                                                             | 福留光帆、高野洸                                                                     |
| 第130回 | 5月9日          | 『PICO PARK 2』でまたトラブル発生!?                           | PICO PARK 2 | 福留光帆、高野洸                                                                     |
| 第131回 | 5月16日         | 視聴者がオススメのゲームをみんなで大冒険！                    | Ultimate Chicken Horse ニッポンマラソン                                                                                               | 福留光帆、高野洸                                                                     |
| 第132回 | 5月23日         | 共通の価値観が持てない出演者をあぶりだす！                    | クレヨンしんちゃんアドベンチャーパーク オラのぶりぶり大合戦 ハードメンタリティ                                                        | 福留光帆、高野洸                                                                     |
| 第133回 | 6月6日          | 和田雅成・伊達さゆり登場で大騒ぎの6月開始！                   | 逆再生キング 笑ってはいけない音読 | 和田雅成、伊達さゆり                                                                 |
| 第134回 | 6月13日         | 和田雅成・伊達さゆりが酔っ払ってゲームを...!?                 | Make Way 酔っぱライジング | 和田雅成、伊達さゆり                                                                 |
| 第135回 | 6月20日         | 伊達さゆりがリクエストしたホラーゲームで...                   | 霊室 ぐらぐらケーキタワー | 和田雅成、伊達さゆり                                                                 |
| 第136回 | 6月27日         | 大波乱の『PICO PARK 2』で新たな火種が...                      | PICO PARK 2 | 和田雅成、伊達さゆり                                                                 |
| 第137回 | 7月4日          | ゲーム番組界の大先輩 有野課長が番組初登場！                   | マリオカート ワールド | 有野晋哉、阿部なつき                                                                 |
| 第138回 | 7月11日         | Switch2『マリオカート ワールド』後半戦                        | マリオカート ワールド | 有野晋哉、阿部なつき                                                                 |
| 第139回 | 7月18日         | 力を合わせて『マリオパーティ ジャンボリー』                   | スーパー マリオパーティ ジャンボリー                                                                                                  | 有野晋哉、阿部なつき                                                                 |
| 140回   | 7月25日         | 阿部さんオススメのカードゲームで大波乱が！                    | エブリバディ 1-2-Switch! ザ・マインド                                                                                                 | 有野晋哉、阿部なつき                                                                 |

## テーマソング

### オープニングテーマ
- 第1回〜第28回
  - スピラ・スピカ「じょいふる」[注 3]

作詞・作曲：水野良樹、編曲：If I
- 第29回〜第76回
  - キュウソネコカミ「MEGA SHAKE IT !」

作詞：ヤマサキセイヤ、作曲：キュウソネコカミ
- 第77回〜
  - パソコン音楽クラブ「PUMP! feat.chelmico」

作詞：パソコン音楽クラブ・Chelmico、作曲：パソコン音楽クラブ

### エンディングテーマ

#### 2022年
- 9月期
  - 岡咲美保「ミラー」

作詞・作曲：DECO*27、編曲：Rockwell
- 10月期
  - ファンタスティック☆パイセン「友情的行進」

作詞・作編曲：YUXSE
- 11月期
  - angela「Alone」

作詞：atsuko、作曲：atsuko・KATSU、編曲：KATSU
- 12月期
  - ラブりん（冨岡愛）「ぷれぜんと。」

作詞：Ai Tomioka・CENTEND、作曲：CENTEND、編曲：REO

#### 2023年
- 1月期
  - angela「アロハTraveling」

作詞：atsuko、作曲：atsuko・KATSU、編曲：KATSU
- 2・3月期
  - ラブりん（冨岡愛）「ぷれぜんと。」

作詞：Ai Tomioka・CENTEND、作曲：CENTEND、編曲：REO
- 4月期
  - ザ・リーサルウェポンズ「昇竜拳が出ない」

作詞：アイキッド、作曲：カプコン・サウンドチーム
- 5月期
  - 愛美「エスケープ」

作詞：愛美、作編曲：川崎智哉
- 6月期
  - Raon「NEON」

作詞：Sena・monii、作曲：monii・Johnny R・KIRA
- 7月期
  - May'n「GLORY」

作詞：May'n、作曲：Vell
- 8月期
  - 冨岡愛「ぷれぜんと。」

作詞：Ai Tomioka・CENTEND、作曲：CENTEND、編曲：REO
- 9月期
  - キュウソネコカミ「MEGA SHAKE IT !」

作詞：ヤマサキセイヤ、作曲：キュウソネコカミ
- 10月期
  - TiiiMO「ナツノマボロシ」

作詞・作曲：COCO
- 11月期
  - 小湊よつ葉「恋のマニュアル」

作詞：小湊よつ葉・Geyu、作曲：Geyu[6]
- 12月期
  - 高塚智人「僕らのアンサー」

作詞・作曲：藤本記子

#### 2024年
- 1月期
  - 高野洸「ex-Doll（エクスドール）」

作詞：Hayato Yamamoto、作曲：Exale・Markie Alvin Thompson・Spencer William
- 2月期
  - 手越祐也「Gluttony」

作詞：山田海斗、作曲：竹中雄大・山田海斗
- 3月期
  - moon drop「どうにもならんわ」

作詞：浜口飛雄也、作曲：浜口飛雄也・坂知哉
- 4月期
  - 岡咲美保「スターフラワー」

作詞・作曲：志村真白
- 5月期：JELEE「最強ガール」
- 6月期：冨岡愛「アイワナ」
- 7月期：SunSet Swish「マイペース」[12]
- 8月期：天月-あまつき-「Up Start」
- 9月期：和田雅成「Dice」
- 10月期：超特急「ジュブナイラー」
- 11月期：大宮陽和「夜は煌めいて」
- 12月期：SunSet Swish「モザイクカケラ」

#### 2025年
- 1月期：岡咲美保「絆創膏」
- 2月期：CANDY TUNE「キス・ミー・パティシエ」
- 3月期：≠ME「神様の言うとーり！」
- 4月期：青山テルマ「EASY MODE」
- 5月期：七海ひろき「Skyward」
- 6月期：UN1CON「JUMP」
- 7月期：Mii「I CRY」

## 放送局
| 放送期間                     | 放送日時           | 放送局 | 放送地域 | 備考                                           |
| ---------------------------- | ------------------ | ------ | -------- | ---------------------------------------------- |
| 2022年9月6日 - 2024年3月26日 | 火曜 23:00 - 23:30 | BS11   | 日本全域 | BS放送 BS11オンデマンドにて2週間見逃し配信有り |
| 2024年4月5日 - 2025年4月4日  | 金曜 18:00 - 18:30 | BS11   | 日本全域 | BS放送 BS11オンデマンドにて2週間見逃し配信有り |
| 2025年4月11日 -              | 金曜 18:30 - 19:00 | BS11   | 日本全域 | BS放送 BS11オンデマンドにて2週間見逃し配信有り |

## スタッフ
- 構成：櫻井たつし
- 技術協力：クロステレビビジョン
- 音効：長浜麻衣子
- 美術協力：百景、日テレアート
- ディレクター：足立直也
- 演出：千壽崇夫
- 制作協力：quaras、板垣湧斗、伍暁菌
- プロデューサー：鈴木康之（BS11）、百武健之（T・ZONE）
- 制作：T・ZONE
- 製作著作：BS11